# Caspase

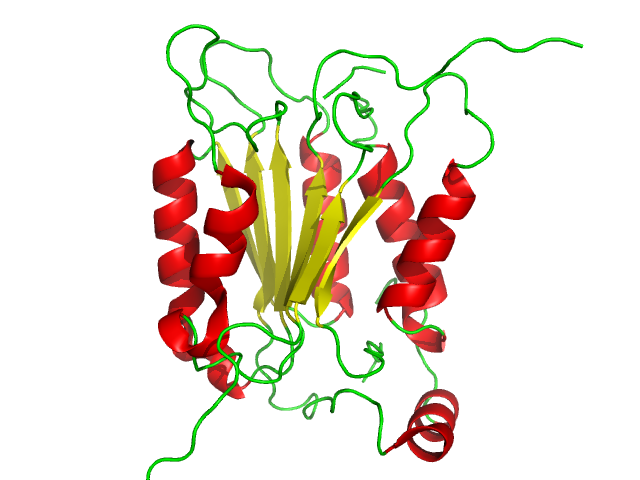
Caspase 1

Caspases são um grupo de proteases baseadas em cisteína, enzimas com um resíduo de cisteína capazes de clivar outras proteínas depois de um resíduo de ácido aspártico, uma especifidade incomum entre proteases. O nome "caspase" é derivado dessa função molecular característica: cysteine-aspartic-acid-proteases. Caspases são essenciais na apoptose celular, um dos principais tipos de morte celular programada durante o desenvolvimento e em outras fases da vida adulta. Algumas caspases também são necessárias no sistema imune, para a maturação das citocinas. Falhas na apoptose são uma das contribuições principais para o desenvolvimento de tumores e doenças auto-imunes; somando-se isto à apoptose indesejada que ocorre na isquemia ou mal de Alzheimer, despertou-se rapidamente interesse nas caspases como alvos terapêuticos desde que foram descobertas em meados da década de 90.

## Tipos de proteínas caspase
Existem dois tipos de caspases: caspases iniciadoras e caspases efetoras. Caspases iniciadoras (por exemplo caspase-8, caspase-9) clivam pro-formas inativas de caspases efetoras, ativando-as; caspases efetoras (por exemplo caspase-3, caspase-7) por sua vez clivam outros substratos protéicos da célula resultando no processo apoptótico. A iniciação da reação em cascata é regulada por inibidores de caspases. Onze caspases já foram identificadas em humanos.

## A cascata das caspases
Caspases são reguladas num nível pós-traducional, assegurando que possam ser rapidamente ativadas. Elas são inicialmente sintetizadas como pró-caspases inativas, que consistem num prodomínio, numa pequena subunidade e numa grande subunidade. Caspases iniciadoras possuem um prodomínio mais longo que as efetoras, cujo prodomínio é bem curto. O prodomínio das caspases iniciadoras contém domínios como o domínio CARD (exemplo capases-2 e -9) ou o domínio efetor de morte (DED) (caspases-8 e -10) que habilita as caspases a interagir com outras moléculas que regulam sua ativação. Essas moléculas respondem a estímulos gerando o acúmulo das caspases iniciadoras que permite a elas se autoativarem para que possam prosseguir e ativar as capases efetoras.
A cascata das caspases pode ser ativada pela granzima B liberada por linfócitos T citotóxicos que ativam caspases-3 e -7; receptores de morte (como o ligante FAS, o TRAIL e o TNF) que podem ativar caspases-8 e -10; e o apoptossomo, regulado pelo citocromo c e a família bcl-2, que ativa a caspase-9. Uma vez que a cascata é ativada, uma resposta retroalimentadora positiva garante que a célula inevitavelmente caia em apoptose: por exemplo a caspase-9 ativada pelo apoptossomo cliva e ativa a caspase-3, esta por sua vez além de clivar suas proteínas-alvo irá também clivar mais caspase-9, que ativará mais caspase-3.
Alguns dos alvos finais das caspases incluem: lamins nucleares, ICAD/DFF45, poli(ADP)ribose polimerase (PARP) e PAK2. A contribuição exata da clivagem de muitos substratos das caspases na bioquímica e morfologia da apoptose não é clara. Apesar disso, a função de ICAD/DFF45 é retringir a enzima CAD (Dnase Ativada por Caspase). A clivagem e ainativação de ICAD/DFF45 por uma caspase possibilita que CAD entre no núcleo e fragmente o DNA, causando a característica 'escada de DNA' vista nas células apoptóticas.

## Descoberta das caspases, suas funções e papéis
A importância das caspases na apoptose e morte celular programada foi originalmente determinada por Robert Horvitz e seus colegas que descobriram que o gene ced-3 era necessário para a morte celular que ocorria no desenvolvimento do nemátodo C. elegans. Horvitz e seu colega Junying Yuan descobriram em 1993 que a proteína codificada pelo gene ced-3 era uma protease baseada em cisteína com propriedades similares a enzima de mamíferos conversora interleukin-1-beta (ICE) (agora conhecida como caspase 1) que na época era a única caspase conhecida. Em seguida desta descoberta, as outras caspases de mamíferos, além das caspases de outros organismos como a mosca-da-fruta Drosophila melanogaster, foram logo identificados e caracterizados. Uma colaboração dos pesquisadores da área estabeleceu a nomenclatura cedo em 1996, já que em diversas circunstâncias uma caspase particular havia sido identificada simultaneamente por mais de um laboratório, cada um dando a ela um nome diferente (a caspase 3 ficou conhecida como CPP32, apopaína e Yama). As caspases são numeradas na ordem em que foram identificadas, daí a renomeação de ICE para caspase 1. Ironicamente, apesar de ICE ser a primeira caspase de mamíferos a ser caracterizada devido a sua similaridade com o gene da morte ced-3, o principal papel desta enzima parece ser mediar inflamação ao invés de ser na morte celular.
Para uma visão geral da descoberta não apenas das caspases mas de outros aspectos da apoptose veja os artigos por Danial e Korsmeyer, Yuan e Horvitz, e por Li et al. na edição de 23 de janeiro de 2004 do periódico 'Cell'.